# We Got That Cool
We Got That Cool è un singolo del DJ belga Yves V in collaborazione con il DJ olandese Afrojack e con il duo svedese Icona Pop, pubblicato il 14 giugno 2019 su etichetta discografica Spinnin' Records. Il singolo è un arrangiamento del brano del 1991 Gypsy Woman (She's Homeless) di Crystal Waters. Inoltre, il brano è stato inserito nella colonna sonora di FIFA 21, sezione dedicata al calcio da strada, denominata VOLTA Football.

## Tracce
Download digitale
1. We Got That Cool (Radio Edit) – 3:33
2. We Got That Cool (Extended Mix) – 4:27

Download digitale – Remixes
1. We Got That Cool (Anton Power Radio Edit)
2. We Got That Cool (Carta Edit)
3. We Got That Cool (Robert Falcon & Jordan Jay Remix)
4. We Got That Cool (Chico Rose Edit)
5. We Got That Cool (Disto Remix)
6. We Got That Cool (Buzz Low Edit)